# Arabis procurrens
Arabis procurrens é o nome científico de uma planta herbácea perene da família das Brassicaceae, a que também pertencem as couves, os nabos e a mostarda. Tem flores brancas dipostas em rácimo. As folhas são marginadas de amarelo pálido que vai embranquecendo com a idade. Floresce em Março (hemisfério norte). Atinge cerca de 5 a 8 cm de altura. Tal como a generalidade das plantas do mesmo género, esta planta tolera a secura e é ideal para jardins rochosos e solos pouco férteis, sendo bastante cultivada em jardins alpinos.
É registrada como espécie invasora nos Estados Unidos, na República Checa e na Bélgica.